# Вест Истон (Пенсилванија)
Вест Истон (енгл. West Easton) град је у америчкој савезној држави Пенсилванија.

## Демографија
По попису из 2010. године број становника је 1.257, што је 105 (9,1%) становника више него 2000. године.
| Група             | 2000.         | 2010.         |
| Белци             | 1.067 (92,6%) | 1.069 (85,0%) |
| Афроамериканци    | 22 (1,9%)     | 58 (4,6%)     |
| Азијати           | 12 (1,0%)     | 9 (0,7%)      |
| Хиспаноамериканци | 43 (3,7%)     | 106 (8,4%)    |
| Укупно            | 1.152         | 1.257         |